# Kærlighed paa Skyskraberen
Kærlighed paa Skyskraberen er en amerikansk stumfilm fra 1921 af Fred Newmeyer.

## Medvirkende
- Harold Lloyd
- Mildred Davis
- Roy Brooks
- Mark Jones
- Charles Stevenson
- William Gillespie
- George Rowe